# Zinder
Zinder (tiếng địa phương: Damagaram), trước đây còn được gọi là Sinder, là thành phố lớn thứ ba ở Niger. Dân số của đô thị này là 235.605 người vào năm 2012. Nó nằm cách thủ đô Niamey 861 km (535 mi) về phía đông và cách thành phố Kano của Nigeria 240 km (150 mi) về phía bắc.

## Lịch sử

### Lịch sử ban đầu
Zinder từng là một ngôi làng nhỏ mang tên Zengou. Thành phố đã trở nên quan trọng đáng kể sau sự xuất hiện của các quý tộc người Kanuri vào năm 1736. Họ đã xây dựng một khu phố kiên cố mới gọi là Birni ở phía nam và tuyên bố Zinder là thủ đô của Vương quốc Hồi giáo Damagaram. Sau đó Zinder trở thành một trung tâm thương mại quan trọng trong vùng. Trên danh nghĩa, Damagaram vẫn chịu sự quản lý của Đế quốc Borno cho đến triều đại của Sultan Tanimoune Dan Souleymane, người đã tuyên bố độc lập và bắt đầu một giai đoạn bành trướng mạnh mẽ vào thế kỷ 19.
Cũng trong thời gian này, người châu Âu bắt đầu khám phá khu vực. Đầu tiên là nhà thám hiểm người Đức Heinrich Barth, người đã ở lại Zinder vào năm 1851, và sau đó là Marius Gabriel Cazemajou, người đã bị giết tại thành phố vào năm 1897. Sau một cuộc kháng chiến ngắn ngủi, Zinder bị chiếm đóng vào tháng 7 năm 1899 bởi Trung úy Pallier của Pháp. Năm 1926, do lo ngại về các cuộc nổi dậy của người Hausa và muốn cải thiện quan hệ với người Djerma, chính quyền đã dời thủ đô sang Niamey.

### Lịch sử hiện đại
Năm 2003, công ty viễn thông Celtel đã đến Zinder, đồng thời xây dựng một tháp điện thoại di động và bán thẻ điện thoại cho người dân. Sự kiện đã có ảnh hưởng lớn tới các phương thức liên lạc trong thành phố, cho phép người mua và người bán giao tiếp nhanh hơn.

## Địa lý

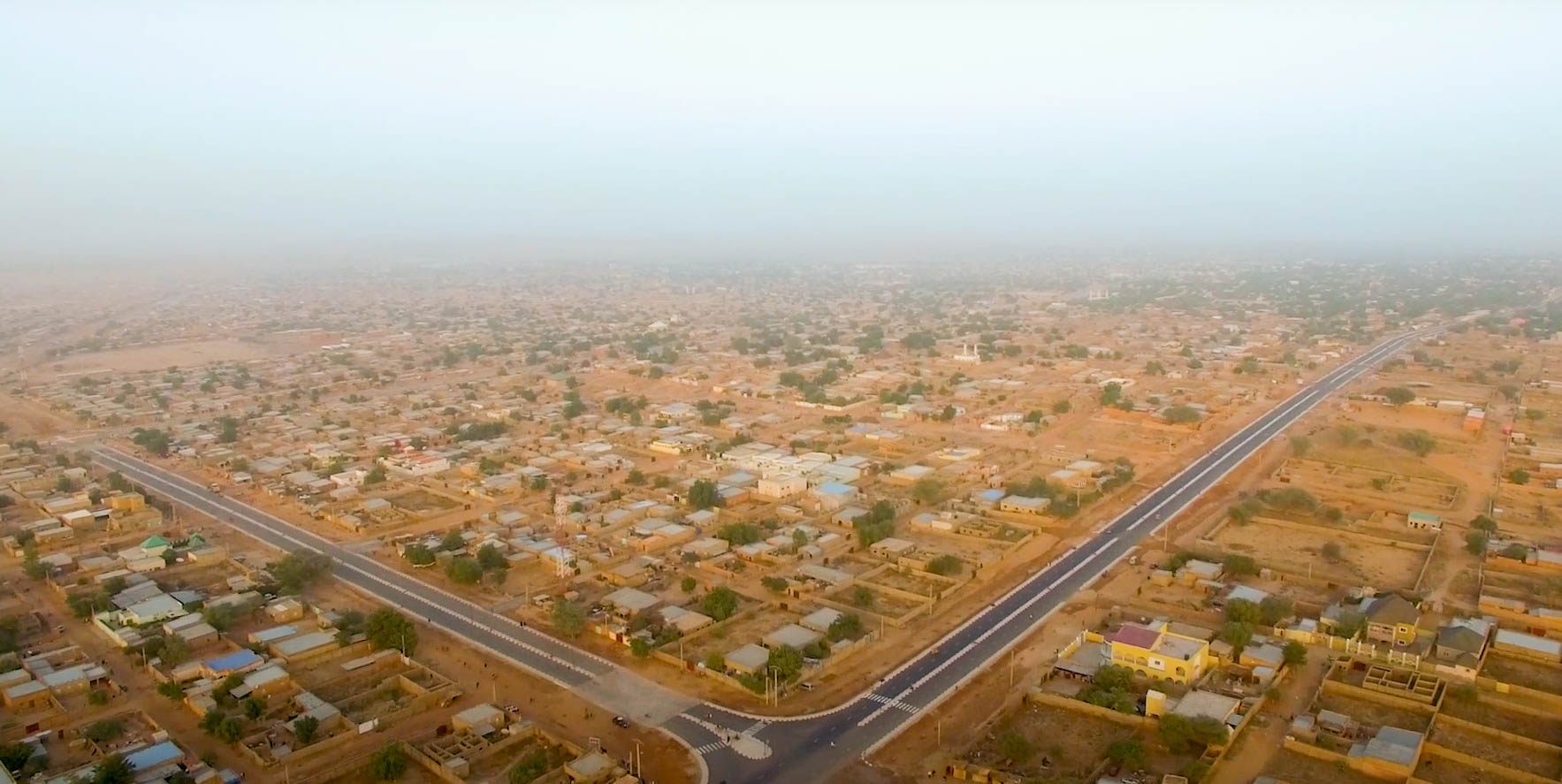
Zinder nhìn từ trên cao

Trung tâm của Zinder bao gồm ba khu vực chính: ở phía bắc là Zengou, vùng ngoại ô cũ, được biết đến với kiến trúc bản địa. Ở phía nam là Birni, khu phố cổ, nơi có Nhà thờ Hồi giáo lớn Zinder, Pháo đài Tanimoune và Cung điện Sultan, cũng như một viện bảo tàng. Khu phố hiện đại Sabon Gari, nằm giữa Birni và Zengou, có một khu chợ lớn. Các khu vực lân cận Zinder bao gồm Garin Mallam và Gawon Kollia.
Zinder có nhiều loại đá granit gây đọng nước trong mùa mưa, mặc dù thành phố có lịch sử thiếu nước lâu dài. Gần đây, nước đã được một công ty ở phía bắc cung cấp.
Thành phố được chia thành 5 khu vực hành chính: Zinder I, Zinder II, Zinder III, Zinder IV và Zinder V.

## Kinh tế
Nền kinh tế của Zinder chủ yếu dựa vào các hoạt động nông nghiệp. Ngày nay, thành phố có bốn ngành công nghiệp được chính thức công nhận: thuộc da, sản xuất bánh, chế biến lâm sản và lọc dầu. Vào tháng 11 năm 2011, nhà máy lọc dầu đầu tiên của Cộng hòa Niger đã được đưa vào hoạt động tại Zinder.

## Giao thông

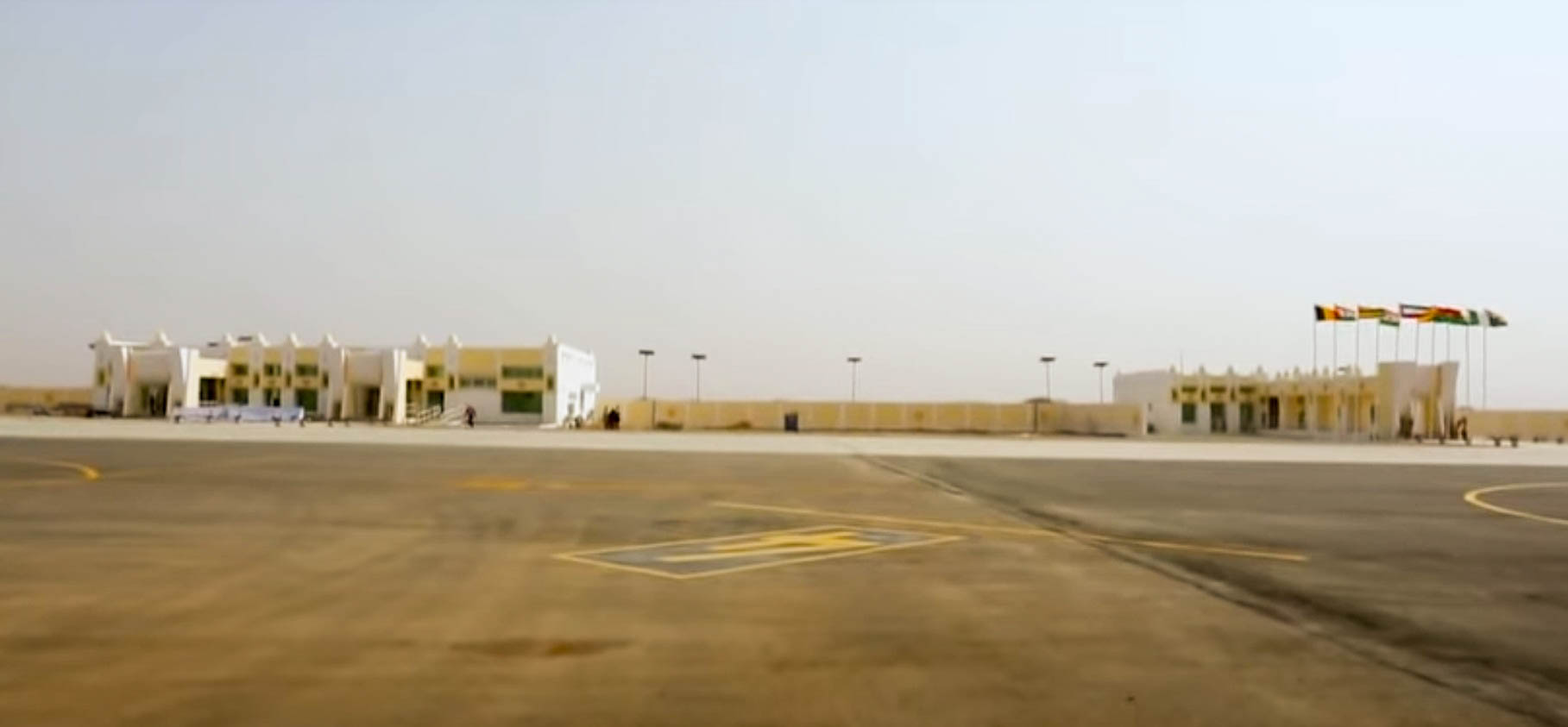
Sân bay Zinder

Sân bay Zinder (mã IATA: ZND) nằm cách thành phố vài km về phía tây nam.

## Người nổi tiếng
- Moussa Hamadou Djingarey (sinh năm 1973) - đạo diễn phim

## Hình ảnh

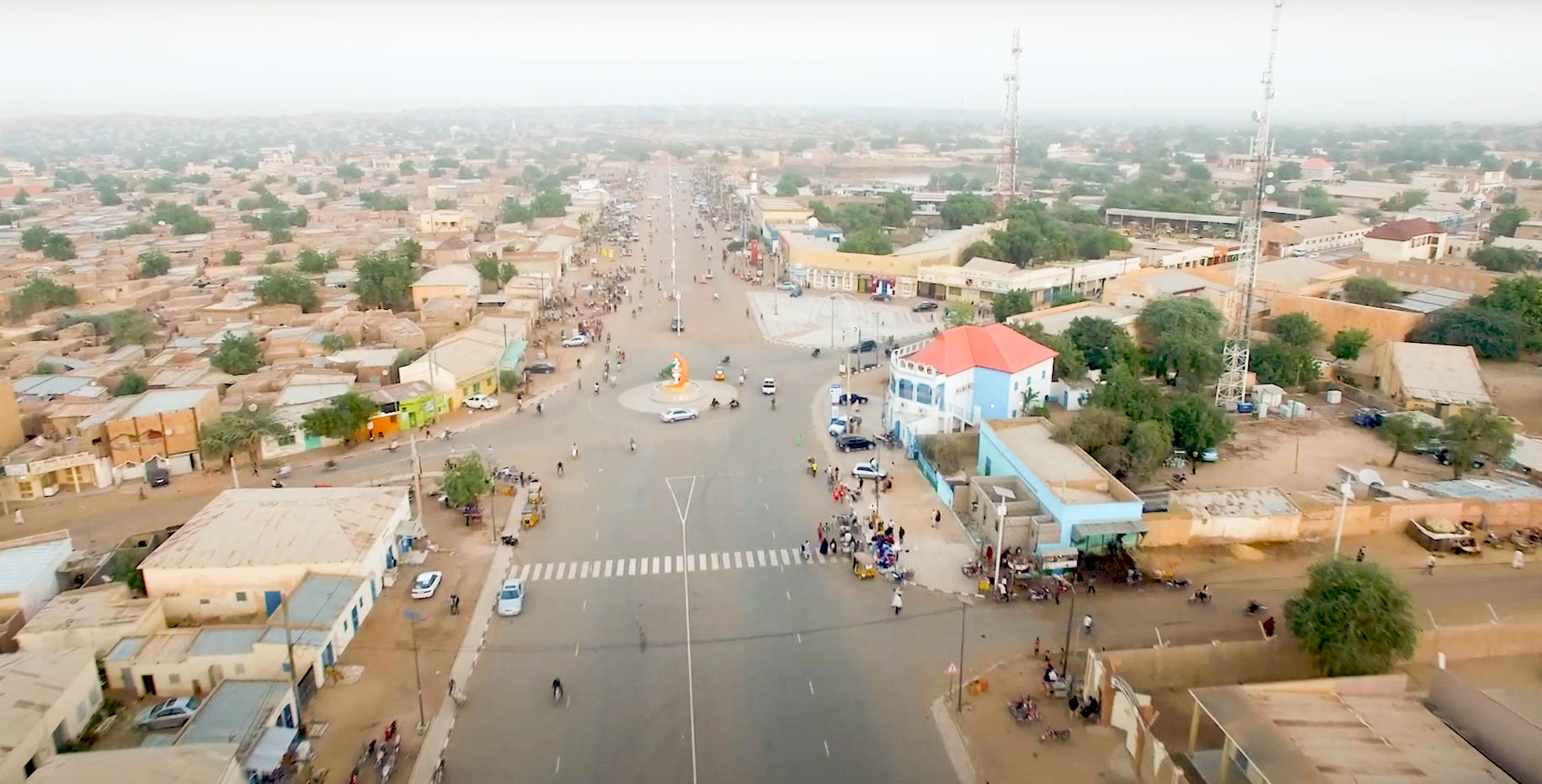
Trung tâm thành phố Zinder
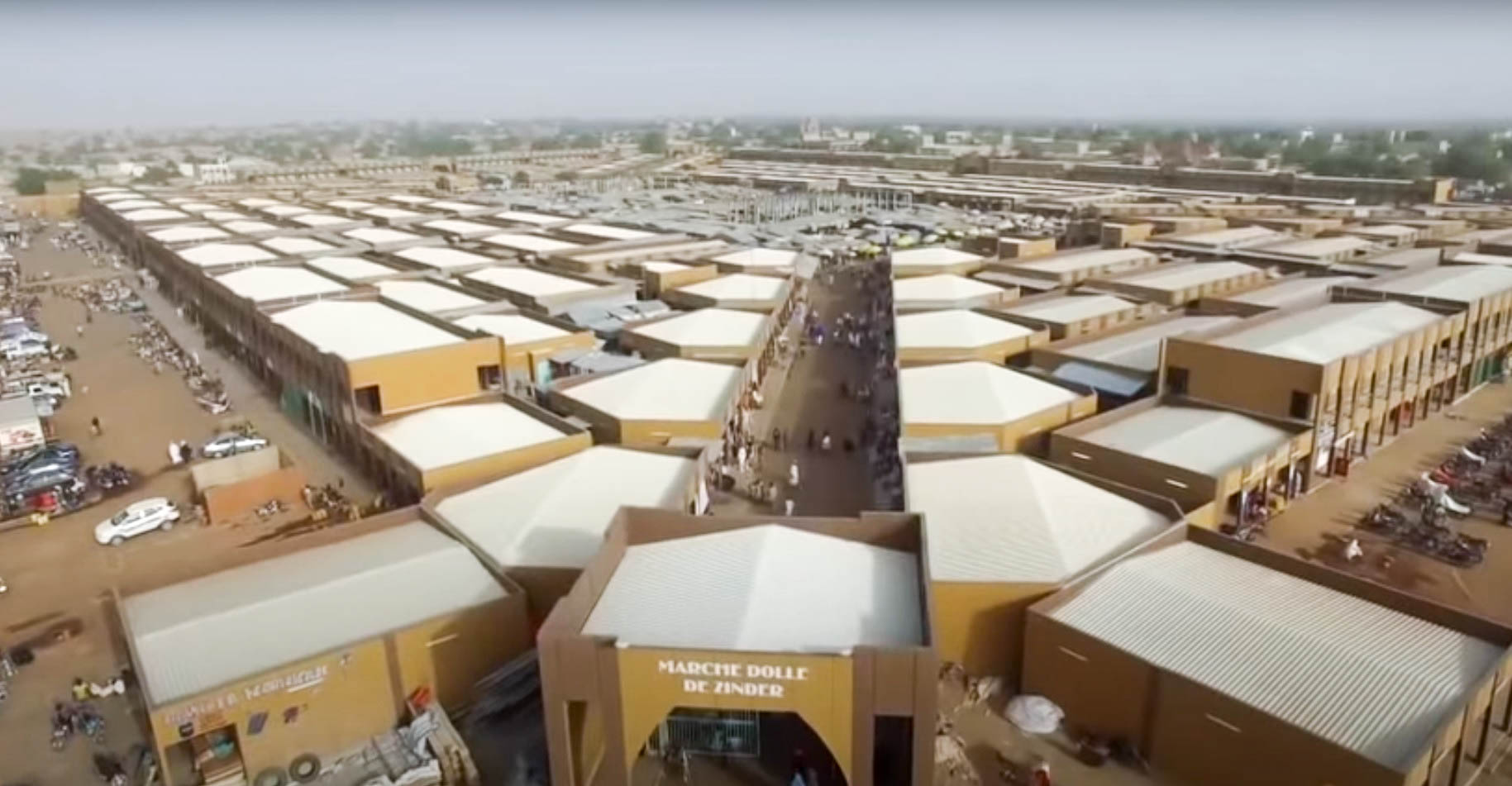
Chợ Dolé ở Zinder
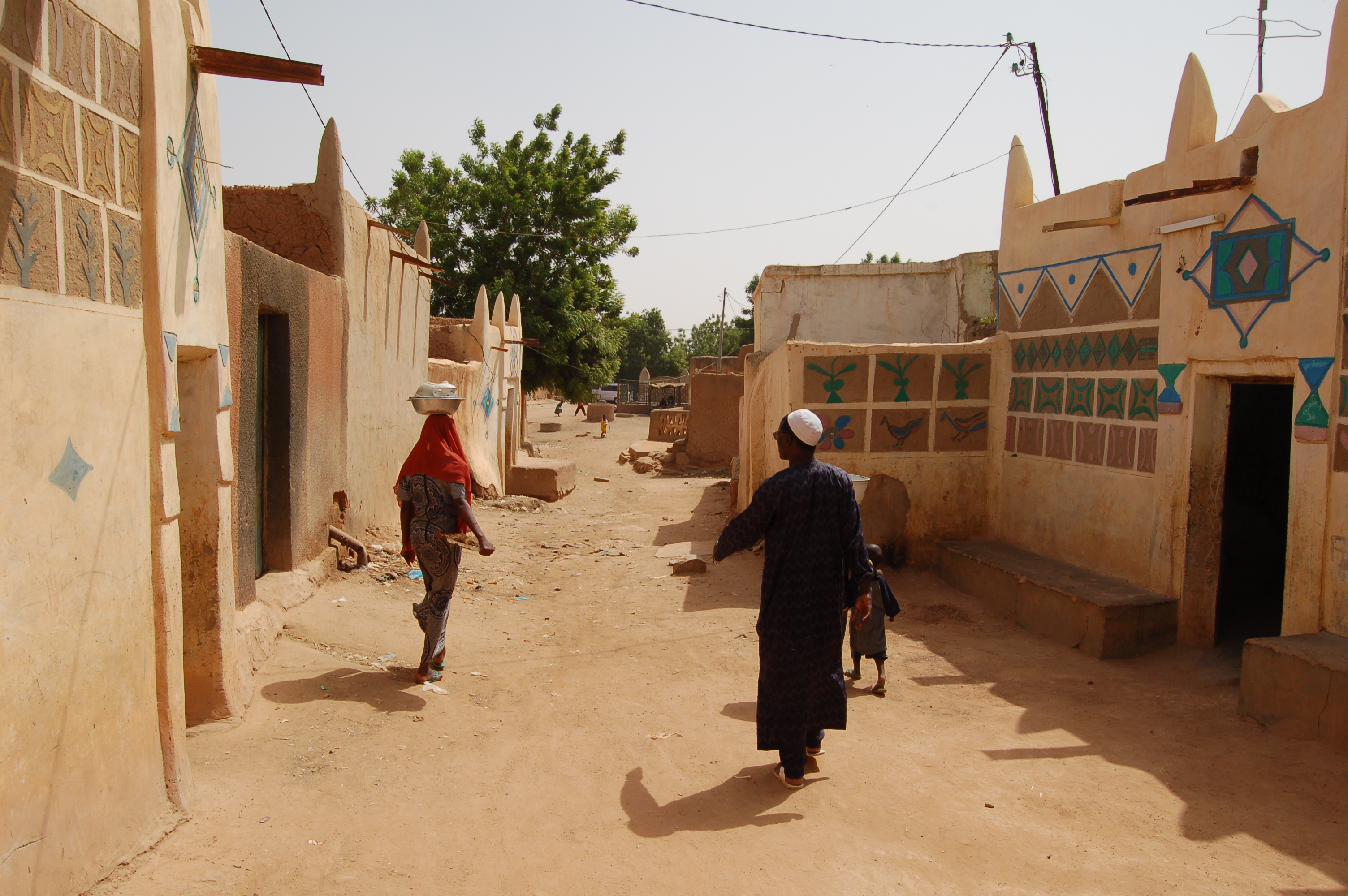
Kiến trúc Hausa truyền thống ở Zinder
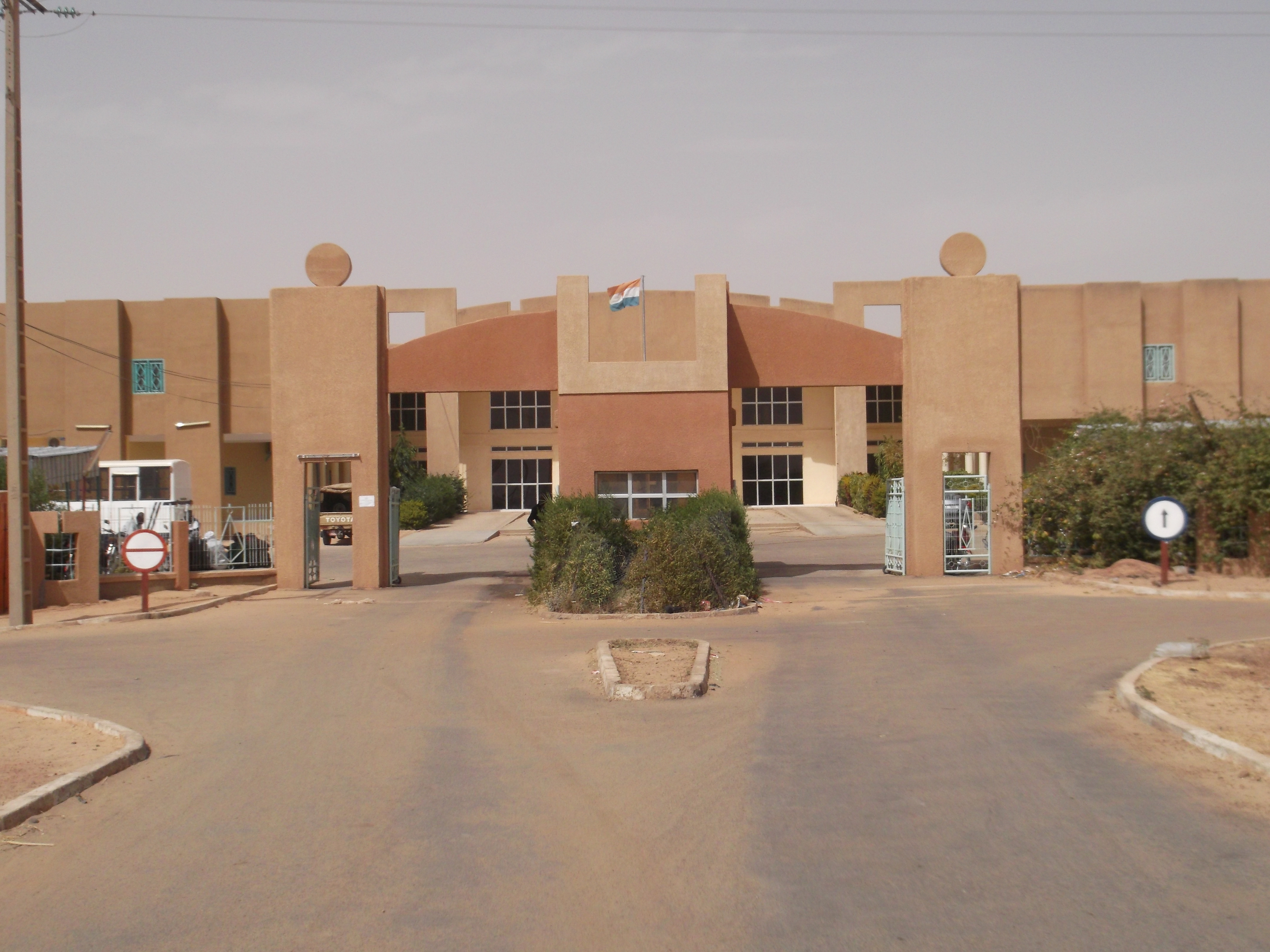
Đại học Zinder
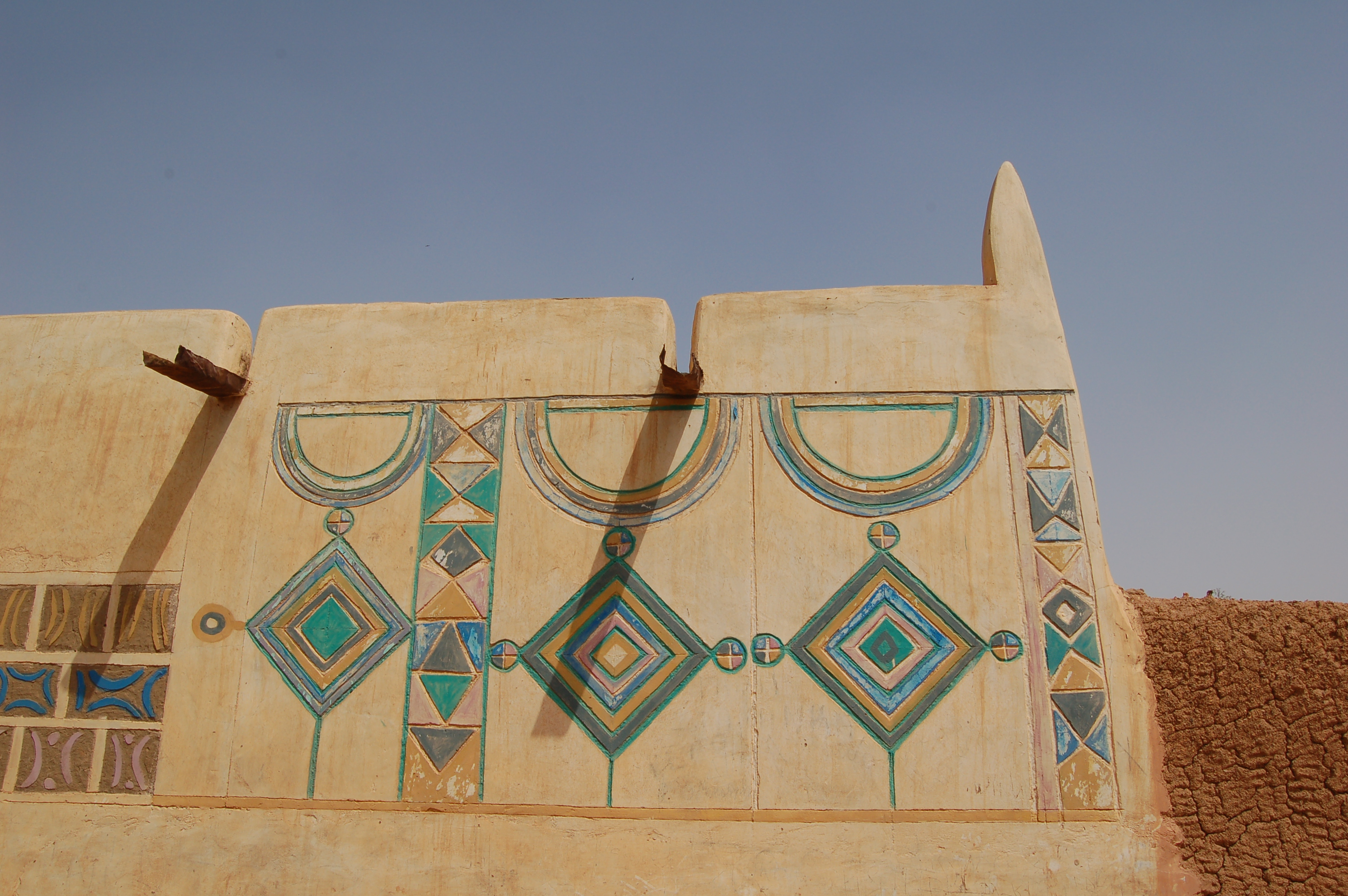
Nhiều tòa nhà trong thành phố được trang trí bằng các biểu tượng truyền thống
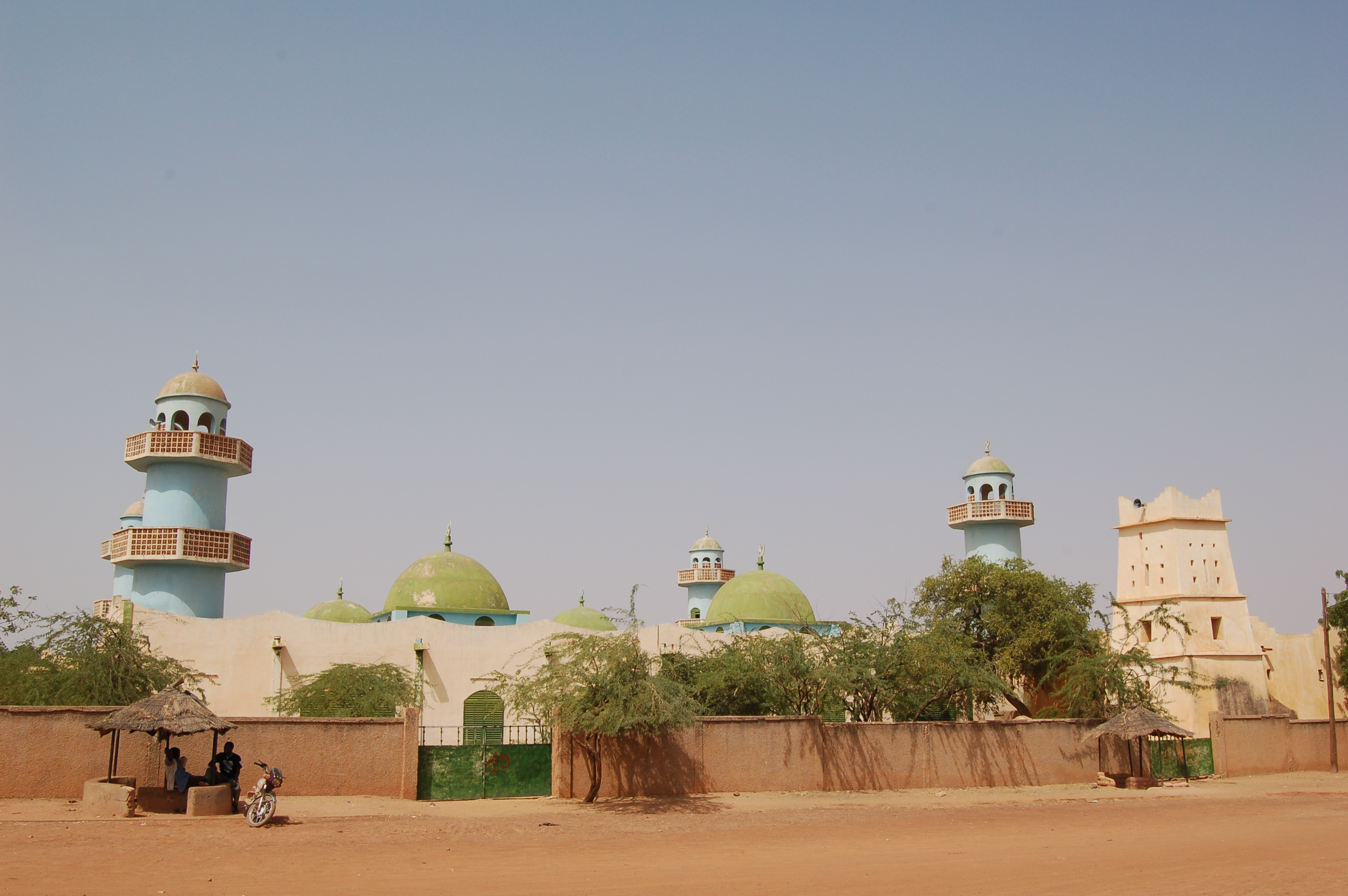
Nhà thờ Hồi giáo lớn ở Zinder